# Bradypodion uthmoelleri
Bradypodion uthmoelleri este o specie de cameleoni din genul Bradypodion, familia Chamaeleonidae, descrisă de Müller 1938. Conform Catalogue of Life specia Bradypodion uthmoelleri nu are subspecii cunoscute.